# Torneio de Wimbledon de 2003
O Torneio de Wimbledon de 2003 foi um torneio de tênis disputado nas quadras de grama do All England Lawn Tennis and Croquet Club, no bairro de Wimbledon, em Londres, no Reino Unido, entre 23 de junho e 6 de julho. Corresponde à 36ª edição da era aberta e à 117ª de todos os tempos.

## Finais

### Profissional
| Categoria | Evento    | Campeã(s)(o/ões)                 | Vice-campeã(s)(o/ões)               | Resultado           | Chave(s)  | Chave(s)       |
| --------- | --------- | -------------------------------- | ----------------------------------- | ------------------- | --------- | -------------- |
| Simples   | Masculino | Roger Federer                    | Mark Philippoussis                  | 7–65, 6–2, 7–63     | principal | qualificatório |
| Simples   | Feminino  | Serena Williams                  | Venus Williams                      | 4–6, 6–4, 6–2       | principal | qualificatório |
| Duplas    | Masculino | Jonas Björkman Todd Woodbridge   | Mahesh Bhupathi Max Mirnyi          | 3–6, 6–3, 7–64, 6–3 | principal | qualificatório |
| Duplas    | Feminino  | Kim Clijsters Ai Sugiyama        | Virginia Ruano Pascual Paola Suárez | 6–4, 6–4            | principal | qualificatório |
| Duplas    | Misto     | Leander Paes Martina Navratilova | Rajeev Ram Anastasia Rodionova      | 6–3, 6–3            | principal | principal      |

### Juvenil
| Categoria | Evento    | Campeã(s)(o/ões)             | Vice-campeã(s)(o/ões)               | Resultado     | Chave(s)  | Chave(s)       |
| --------- | --------- | ---------------------------- | ----------------------------------- | ------------- | --------- | -------------- |
| Simples   | Masculino | Florin Mergea                | Chris Guccione                      | 6–2, 7–63     | principal | qualificatório |
| Simples   | Feminino  | Kirsten Flipkens             | Anna Chakvetadze                    | 6–4, 3–6, 6–3 | principal | qualificatório |
| Duplas    | Masculino | Florin Mergea Horia Tecău    | Adam Feeney Chris Guccione          | 7–64, 7–5     | principal | principal      |
| Duplas    | Feminino  | Alisa Kleybanova Sania Mirza | Kateřina Böhmová Michaëlla Krajicek | 2–6, 6–3, 6–2 | principal | principal      |